# Skąpoguzkowce
Skąpoguzkowce (Paucituberculata) – rząd małych, południowoamerykańskich ssaków z nadrzędu torbaczy (Marsupialia) wyglądem przypominających ryjówki.

## Systematyka
Skąpoguzkowce są łączone z dydelfokształtnymi w kladzie Ameridelphia – torbaczy występujących w Ameryce Południowej. Prawdopodobnie wyłoniły się w oligocenie z torbaczy przybyłych z Ameryki Północnej. Z wielu rozpoznanych taksonów do czasów współczesnych przetrwało tylko kilka gatunków zaliczanych do rodziny zbójnikowatych (Caenolestidae). Do rzędu zaliczana jest jedna współcześnie występująca rodzina:
- Caenolestidae Trouessart, 1898 – zbójnikowate

Opisano również rodziny wymarłe:
- Abderitidae Ameghino, 1889
- Palaeothentidae Sinclair, 1905
- Pichipilidae Marshall, 1980

Opisano również rodzaje wymarłe nie sklasyfikowane w żadnej z powyższych rodzin:
- Bardalestes Goin, Candela, Abello & Oliveira, 2009[13] – jedynym przedstawicielem był Bardalestes hunco Goin, Candela, Abello & Oliveira, 2009
- Evolestes Goin, Sánchez-Villagra, Abello & Kay, 2007[14] – jedynym przedstawicielem był Evolestes hadrommatos Goin, Sánchez-Villagra, Abello & Kay, 2007
- Fieratherium Forasiepi, Goin, Abello & Cerdeño, 2014[15] – jedynym przedstawicielem był Fieratherium sorex Forasiepi, Goin, Abello & Cerdeño, 2014
- Perulestes Goin & Candela, 2004[16]
- Pilchenia Ameghino, 1903[17]
- Riolestes Goin, Candela, Abello & Oliveira, 2009[18] – jedynym przedstawicielem był Riolestes capricornicus Goin, Candela, Abello & Oliveira, 2009
- Sasawatsu Goin & Candela, 2004[19] – jedynym przedstawicielem był Sasawatsu mahaynaq Goin & Candela, 2004.